# Patrick (virksomhed)
Patrick er en belgisk producent af sportssko og sportsbeklædning, der er baseret i Oudenaarde, Østflandern.
Skofabrikken Eugene Bénéteau blev etableret af Eugene Bénéteau i 1892 og officielt registreret i 1894. I 1929 overtog sønnen Patrice Bénéteau virksomheden og begyndte at producere fodboldsko. Senere udvidede han med sko til basketball, løb, cricket, atletik, cykling og fritid. I 1945 skiftede Patrice navnet på sit sportsmærke til "Patrick".